# Зло під сонцем (фільм)
«Зло під сонцем» (англ. Evil Under the Sun) — британський детективний фільм 1982 року, знятий Гаєм Гамільтоном за однойменним романом Агати Крісті.
Другий з шести фільмів, де роль Еркюля Пуаро виконав Пітер Устінов. Перший — «Смерть на Нілі» (1978).

## Сюжет
Приватний детектив Еркюль Пуаро отримує від страхової компанії замовлення на розслідування справи про підміну цінного діаманта, який належить мільйонеру серу Орасу Блатту. Розслідування приводить його на курортний острів в Адріатичному морі, до розкішного готелю «У Дафни», який раніше був літньою резиденцію короля вигаданої країни Тіренн (в інших перекладах Тиранії). Дафна Касл, власниця готелю, — колишня коханка короля, а сам готель — подарунок короля. До вже перебуваючих у готелі подружньої пари Майри і Оделла Гарднерів, продюсерів з Нью-Йорка, та Рекса Брюстера, театрального критика, приєднуються молодий, привабливий Патрік Редферн і його нервова і вразлива  дружина Крістіна, а також давній знайомий хазяйки готелю Кеннет Маршалл. З останнім прибувають його дочка-підліток Лінда і дружина Арлена Маршалл, колишня популярна акторка, відома під прізвищем Стюарт.
Манірна і зверхня Арлена Маршалл швидко викликає до себе загальну антипатію: на очах у всіх вона фліртує зі спортивним, натренованим Патріком Редферном, якому лестять загравання зрілої жінки. В результаті цього у дружини Патріка Крістіни, вразливої артистичної натури, через слабке здоров'я позбавленої можливості брати участь в літніх розвагах, розвивається справжній комплекс неповноцінності. Кеннет Маршалл, солідний і добросердечний, не помічає очевидної невірності його дружини. Але й переконавшись в цьому, він продовжує дотримуватися принципу «допоки смерть не розлучить нас», не помічаючи також поганого ставлення Арлени як мачухи до його доньки Лінди. Дафна, колишня суперниця Арлени по сцені, яка все ще має до неї доволі ворожі почуття, стає на сторону Кеннета і його доньки, якій щиро симпатизує. Майра і Оделл Гарднер тим часом відчайдушно намагаються отримати згоду колишньої зірки на участь у їхній новій постановці. Арлена різко відхиляє їхню пропозицію, тим самим прирікаючи їх на банкрутство.
Рекс Брюстер також знаходиться на межі фінансової катастрофи: не в останню чергу завдяки своїм закулісним зв'язкам у світі шоу-бізнеса він щойно завершив написання скандальної біографії колишньої ікони Бродвею, опублікувавши яку він міг би поліпшити своє фінансове становище. Але йому не вдається отримати згоду Арлени на публікацію. Крім того, з'ясовується, що саме легковажна Арлена була нареченою сера Ораса і отримала від нього в подарунок діамант, а після розриву і вимоги повернути коштовність, прислала йому підробку. Коли ж одного дня Арлену знаходить задушеною на безлюдному пляжі, де вона домовилися зустрітися з коханцем, виявляється, що кожен з присутніх має мотив для скоєння злочину і залізне алібі. Але Пуаро все ж вдається вирахувати злочинців.

## У ролях
| Актор           | Роль                  |
| --------------- | --------------------- |
| Пітер Устінов   | Еркюль Пуаро          |
| Меггі Сміт      | Дафна Касл            |
| Колін Блейклі   | сер Орас Блатт        |
| Денніс Квіллі   | Кеннет Маршалл        |
| Діана Рігг      | Арлена Стюарт-Маршалл |
| Джеймс Мейсон   | Оделл Гарднер         |
| Сільвія Майлз   | Майра Гарднер         |
| Джейн Біркін    | Крістіна Редферн      |
| Ніколас Клей    | Патрік Редферн        |
| Родді Макдавелл | Рекс Брюстер          |
| Емілі Гоун      | Лінда Маршалл         |
| Річард Вернон   | Флевіт                |
| Барбара Гікс    | секретарка Флевіта    |
| Пол Ентрім      | інспектор поліції     |
| Дмитрій Андреас | Джино                 |

## Місця зйомок
Зйомки фільму проходили на іспанському острові Майорка та у павільйонах Lee International Studios в лондонському районі Вемблі у травні 1981 року.

## Відмінності від роману
Сюжет роману Агати Крісті викладений у фільмі достатньо вільно. Місце дії перенесено з Великої Британії на Адріатичне море, до умовної Тиранії, під якою вгадуються Югославія чи Албанія, назву готелю змінено з «Веселий Роджер» на «У Дафни» (натомість «Веселим Роджером» названо яхту сера Ораса Блатта). Товариство в готелі стало в цілому більш «вишуканим». Імена та професії героїв змінені: так, дама атлетичної статури Емілі Брюстер з роману у фільмі стала чоловіком — театральним критиком Рексом Брюстером; американські туристи Керрі і Оделл Гарднери стали американськими театральними продюсерами Майрою і Оделлом Гарднерами; давня приятелька Кеннета Маршалла Розамунд Дарнлі взагалі відсутня в фільмі, її сюжетна лінія частково була використана для образу Дафни Касл. Більш-менш відповідають своїм образам в романі головні персонажі — Еркюль Пуаро, родина Маршаллів, подружжя Редфернів. Також у книзі відсутня сюжетна лінія, де Пуаро розслідує підміну діаманта, в романі він просто знаходиться в готелі на відпочинку.

## Номінації
Премія Едгара Алана По
- 1983 — Номінація на найкращий фільм (Ентоні Шаффер).